# Edwin Reinecke
Howard Edwin Reinecke (ur. 7 stycznia 1924 w Medford, zm. 24 grudnia 2016 w Laguna Hills) – amerykański polityk, członek Partii Republikańskiej.

## Działalność polityczna
W okresie od 3 stycznia 1965 do rezygnacji 21 stycznia 1969 był przez dwie kadencje i kilkanaście dni przedstawicielem 27. okręgu wyborczego w Kalifornii w Izbie Reprezentantów Stanów Zjednoczonych. Od 8 stycznia 1969 do 2 października 1974 był zastępcą gubernatora Kalifornii Ronalda Reagana.